# 距角

這張圖顯示了外側行星的距角及日地離角。

在天文測量學中，太陽系天體的距角，又稱為離日度、日距角，就是以地球為參考點時，該天體和太陽之間的角距離。當天體位於黃道面上時，該天體的距角就是它跟太陽之間「地心視黃經」的差。

## 內側天體的距角
對於內側天體（包括內側行星和地內小行星）而言，距角最小為0°，稱為合日，而且有兩種情況，地球與與天體位於同側的情況稱為內合或下合，位於異側的情況稱為外合或上合。
內側天體的距角存在最大值，稱為大距（greatest elongation），約略相當於「該行星與地球的連線」相切於「該行星的軌道」的時候。大距是內側天體的相位最大的時候，這意味著它們能反射到地球上的陽光通量最多，也是最亮、最適合觀賞的時候。
大距又可分為兩種。行星到達大距時，如果是出現在太陽東側，稱為東大距（greatest eastern elongation），如果出現在太陽西側，則稱為西大距（greatest western elongation）。東大距的行星比較適合在日落時觀賞，西大距則適合在日出前觀賞。

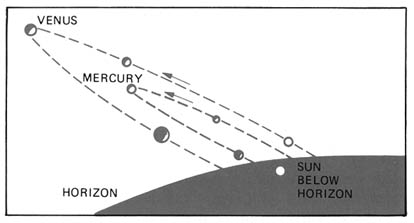
金星和水星的東大距

水星大距時距角介於18° 和28°，金星大距時的距角則介於45° 和47°。這些數值之所以會變動，一來是因為行星軌道是橢圓形，二來是因為行星軌道具有傾角。值得一提的是，金星大距時的相位接近0.5，形狀類似弦月。

### 大距週期
內側行星的東大距、西大距各自有週期性，而且東大距、西大距會交替出現。大距週期是會合週期的一種；欲計算會合週期，可以從行星之間的相對角速度著手。
我們採取理想化的假設，地球和某行星的軌道都是圓形，令 {\displaystyle T} 、{\displaystyle T_{e}}、{\displaystyle T_{p}}分別代表會合週期（例如東大距的週期）、地球公轉週期（即回歸年）、行星公轉週期。又令{\displaystyle \omega }、{\displaystyle \omega _{e}}、{\displaystyle \omega _{p}}分別為行星相對於地球的公轉角速度、地球的公轉角速度、行星的公轉角速度。於是，
{\displaystyle T={2\pi  \over \omega }={2\pi  \over \omega _{p}-\omega _{e}}={2\pi  \over {2\pi  \over T_{p}}-{2\pi  \over T_{e}}}={T_{e} \over (T_{e}/T_{p})-1}}
以金星為例，{\displaystyle T_{p}=} 224.70個地球日（一個金星年），{\displaystyle T_{e}=} 365.25個地球日，因此兩次金星東大距（或西大距）的時間間隔是583.93個地球日。

## 外側天體的距角
對外側天體（包括外側行星和軌道位於地球外側的矮行星、小行星等）而言，距角最小同樣為0°，亦稱為合日（但不分外合、內合）。
外側天體不具有大距，它們的最大距角為180°，稱為衝日；此時天體的相位為1.0，反射最多陽光，亮度最亮，而且整夜都會出現在地平線上，此外，衝日也是外側天體最接近地球的時刻，也因此，衝日是觀測外側天體的最佳時機。
越靠近地球的行星，其視星等就越容易受到距角變化的影響。火星的視星等受到距角變化的影響最大——在火星合接近遠日點時，視星等最低，只有+1.8等，但是在罕見的大衝時，視星等高達−2.9等，比最暗時亮了75倍。對更外圍的木星而言，最亮和最暗之間的亮度差異只有3.3倍，至於天王星的變化就只剩1.7倍。
當外側天體的距角等於90°或270°時，也就是「地球－太陽連線」與「地球－行星連線」成直角時，就叫做方照（quadrature）。出現在太陽東側時，稱為東方照（eastern quadrature），出現在太陽西側時則稱為西方照（western quadrature）。

## 外部連結
- 水星大距日期計算機 （页面存档备份，存于）